# Mungeli (Distrikt)
Mungeli (Hindi मुंगेली जिला) ist ein Distrikt im indischen Bundesstaat Chhattisgarh.

## Lage
Der Distrikt liegt in der Nordhälfte des Bundesstaats Chhattisgarh an der Grenze zum Bundesstaat Madhya Pradesh. Er grenzt im Nordosten an den Distrikt Gaurela-Pendra-Marwahi, im Osten an den Distrikt Bilaspur, im Südosten an den Distrikt Balodabazar-Bhatapara, im Süden an den Distrikt Bemetara, im Westen an den Distrikt Kabirdham und im Nordwesten an den Bundesstaat Madhya Pradesh.

## Geschichte
Der Distrikt wurde 2012 aus Teilen des Distrikts Bilaspur geschaffen. Damals spalteten sich die Kreise Lormi, Mungeli und Pathria vom Distrikt Bilaspur ab und bildeten den neuen Distrikt Mungeli. 

## Bevölkerung
Nach der Volkszählung 2011 hat der Distrikt Mungeli 701.707 Einwohner. Bei 255 Einwohnern pro Quadratkilometer ist der Distrikt dicht besiedelt. Der Distrikt ist dennoch ländlich geprägt. Von den 701.707 Bewohnern wohnen 636.268 Personen (90,67 %) auf dem Land und nur 65.439 Menschen in städtischen Gemeinden.
Der Distrikt Mungeli gehört zu den Gebieten Indiens, die stark von Angehörigen der „Stammesbevölkerung“ (scheduled tribes) besiedelt sind. Zu ihnen gehörten (2011) 72.781 Personen (10,37 Prozent der Distriktsbevölkerung). Im Tehsil Lormi (43.325 Menschen oder 15,76 %) sind sie überdurchschnittlich vertreten. Es gibt zudem 194.770 Dalits (scheduled castes) (27,76 Prozent der Distriktsbevölkerung) im Distrikt.

### Bevölkerungsentwicklung
Wie überall in Indien wächst die Einwohnerzahl im Distrikt Mungeli seit Jahrzehnten stark an. Die Zunahme betrug in den Jahren 2001–2011 über 38 Prozent (38,29 %). In diesen zehn Jahren nahm die Bevölkerung um 194.000 Menschen zu. Die Entwicklung verdeutlicht folgende Tabelle:

### Bedeutende Orte
Im Distrikt gibt es insgesamt laut der Volkszählung 2011 vier Orte, die als Städte (towns und notified towns) gelten. Darunter sind mit Mungeli und Lormi zwei Orte, die mehr als 10.000 Einwohner zählen.

### Bevölkerung des Distrikts nach Geschlecht
Der Distrikt hatte 2011 – für Indien üblich – mehr männliche als weibliche Einwohner. Allerdings war das Verhältnis beider Geschlechter viel ausgeglichener als in anderen Regionen Indiens. Von der gesamten Einwohnerschaft von 701.707 Personen waren 355.449 (50,65 Prozent der Bevölkerung) männlichen und 346.258 (49,35 Prozent der Bevölkerung) weiblichen Geschlechts. Bei den jüngsten Bewohnern (120.631 Personen unter 7 Jahren) sind 61.198 Personen (50,73 %) männlichen und 59.433 Personen (49,27 %) weiblichen Geschlechts.

### Bevölkerung des Distrikts nach Sprachen
Die Bevölkerung des Distrikts Mungeli ist sprachlich einheitlich. Es sprechen 696.940 Personen (99,32 % der Bevölkerung) Hindi-Sprachen und -Dialekte. Meistgesprochene Sprache ist Chhattisgarhi, eine Östliche Hindi-Sprache. Eine bedeutende Minderheitensprache im Distrikt ist zudem Khari Boli/Hindi, das jedoch in keinem Tehsil mehr als 2,24 % Bevölkerungsanteil erreicht. Die weitverbreitetsten Sprachen zeigt die folgende Tabelle:
| 2011                                   | 682.421 | 97,25 | 1211 | 0,17 | 10.160 | 1,45 | 1045 | 0,15 | 701.707 | 100,00 % |
| Quelle: Ergebnis der Volkszählung 2011 |         |       |      |      |        |      |      |      |         |          |

### Bevölkerung des Distrikts nach Bekenntnissen
Fast alle Einwohner sind Anhänger des Hinduismus. In den drei Tehsils sind zwischen 96,20 und 97,88 % der Bewohner Hindus. Die genaue religiöse Zusammensetzung der Bevölkerung zeigt folgende Tabelle:
| Jahr                                   | Buddhisten | Buddhisten | Christen | Christen | Hindus  | Hindus | Jainas | Jainas | Muslime | Muslime | Sikhs | Sikhs | Andere Religionen | Andere Religionen | keine Angaben | keine Angaben | Total   | Total    |
| Jahr                                   | Zahl       | %          | Zahl     | %        | Zahl    | %      | Zahl   | %      | Zahl    | %       | Zahl  | %     | Zahl              | %                 | Zahl          | %             | Zahl    | %        |
| -------------------------------------- | ---------- | ---------- | -------- | -------- | ------- | ------ | ------ | ------ | ------- | ------- | ----- | ----- | ----------------- | ----------------- | ------------- | ------------- | ------- | -------- |
| 2011                                   | 127        | 0,02       | 3478     | 0,50     | 680.792 | 97,02  | 511    | 0,07   | 5766    | 0,82    | 677   | 0,10  | 9829              | 1,40              | 527           | 0,08          | 701.707 | 100,00 % |
| Quelle: Ergebnis der Volkszählung 2011 |            |            |          |          |         |        |        |        |         |         |       |       |                   |                   |               |               |         |          |

## Bildung
Dank bedeutender Anstrengungen steigt die Alphabetisierung. Sie ist dennoch noch weit weg vom Ziel der kompletten Alphabetisierung. Typisch für indische Verhältnisse sind die starken Unterschiede zwischen Stadt und Land sowie den Geschlechtern. Rund sieben von acht Männern in den Städten können lesen und schreiben – aber nur knapp mehr als die Hälfte der Frauen auf dem Land.
| Alphabetisierung im Distrikt Mungeli   |                   |                   |
| Einheit                                | Volkszählung 2011 | Volkszählung 2011 |
| Einheit                                | Anzahl            | Anteil            |
| GESAMT                                 | 376.223           | 64,75 %           |
| Männer                                 | 227.170           | 77,20 %           |
| Frauen                                 | 149.053           | 51,97 %           |
| STADT GESAMT                           | 44.119            | 78,64 %           |
| Stadt-Männer                           | 24.945            | 87,82 %           |
| Stadt-Frauen                           | 19.174            | 69,23 %           |
| LAND GESAMT                            | 332.104           | 63,26 %           |
| Land-Männer                            | 202.225           | 76,07 %           |
| Land-Frauen                            | 129.789           | 50,12 %           |
| Quelle: Ergebnis der Volkszählung 2011 |                   |                   |

## Verwaltungsgliederung
Der Distrikt war bei der letzten Volkszählung 2011 in die drei Tehsils (Talukas) Lormi, Mungeli und Pathria aufgeteilt und gehörte damals noch zum Distrikt Bilaspur in der Division Bilaspur.